# Ängelholms IP
Der Ängelholms Idrottsplats (deutsch: Sportplatz Ängelholm), häufig abgekürzt als Ängelholms IP oder als Änglavallen bezeichnet, ist ein Sportstadion in der schwedischen Stadt Ängelholm. Der ortsansässige Fußballverein Ängelholms FF nutzt die Sportstätte zur Austragung seiner Heimspiele.

## Hintergrund
Die Sportanlage verfügt insgesamt über sechs Fußballfelder, die teilweise Kunstgrasoberflächen haben. Das Stadion selbst hat einen Naturgrasbelag und bietet 5.000 Zuschauern Platz. Es verfügt über eine überdachte Sitzplatztribüne sowie auf der Gegengerade zwei kleine Stehplatztribünen, die nicht überdacht sind. Rund um das Spielfeld verläuft eine Laufbahn, zudem sind weitere Einrichtungen für Leichtathletik vorhanden.
Das Stadion liegt im Südwesten Ängelholms. Erst nach dem Aufstieg von Ängelholms FF in den Profifußball zu Beginn der 2000er Jahre kamen häufiger vierstellige Besucher zu Spielen des Vereins, jedoch verzeichnete der Klub in den letzten Jahren in der Superettan einen Zuschauerschnitt von unter tausend Besuchern.